# Dictadura dels Coronels (1967-1974)
La Dictadura dels Coronels (grec Χούντα των Συνταγματαρχών) va ser un període de dictadura militar de dretes a la Grècia moderna, que va començar el 21 d'abril de 1967 amb el cop d'estat dels coronels, dirigit per Georgios Papadópulos, i va acabar el 1974.
La dictadura grega de 1967-1974 és reconeguda internacionalment com un altre episodi de la Guerra Freda. En el cas de Grècia, com a Espanya i Portugal, els militars van fer un cop d'estat per fer front i reprimir les forces d'esquerra, restringir les llibertats civils i establiren d'una dictadura, la junta militar, amb la tolerància dels aliats occidentals i especial dels Estats Units, i la participació de la xarxa de l'Operació Gladio.
El líder del cop fou el coronel d'artilleria Georgios Papadópulos, agent de la CIA nord-americana que havia estat col·laborador dels ocupants nazis de Grècia des de 1940 com un dels caps de la repressió dels guerrillers antifeixistes. Altres figures destacades del cop foren el Coronel Nikolaos Makarezos i el Brigadier General Stylianos Pattakos. El cop inicialment havia d'estar encapçalat pels generals de més graduació i donar el poder al rei Constantí, que impediria les eleccions que havien de beneficiar la Unió del Centre, i l'esquerra Democràtica Unida (propera al Partit Comunista, il·legalitzat) que propugnaven una política de neutralitat internacional. A l'últim moment, davant els dubtes dels generals, els Coronels assumiren el comandament del cop. En poques hores, els militars ocuparen i es feren amb el control dels llocs estratègics. 10.000 persones, incloses en les llistes prèviament preparades pels colpistes i els seus assessors nord-americans, foren detingudes pels militars, des de polítics, figures públiques destacades, i militars no afins com el general Grigorios Spandidakis, fins a ciutadans sospitosos de simpaties d'esquerres.
Els serveis secrets dels EUA foren els que organitzaren el cop d'estat, temerosos de perdre influència en un país estratègic al Mediterrani amb un govern de centre que tenia posicions independents pel que fa a política regional i internacionals. El cop tingué lloc quan s'havien de convocar eleccions per al 28 de maig. El pretext dels colpistes fou l'amenaça comunista suposadament infiltrada en tots els estaments de l'estat.
Nombrosos opositors polítics, sobretot els d'esquerra, socialistes i comunistes, foren perseguits i empresonats. S'estengué la pràctica de la deportació a illes desertes de l'Egeu, convertides en centres de tortura. Milers de persones foren empresonades i exiliades, especialment els militants d'esquerra i d'organitzacions democràtiques opositores, i també artistes i intel·lectuals grecs. Els militars prohibiren els diaris estrangers i utilitzaren la religió com a font de legitimació ideològica, es feu obligatòria l'assistència a missa per als joves, es prohibiren els cabells llargs per als homes i les minifaldilles, i es prohibiren llibres, fins i tot obres clàssiques d'autors com Aristòfanes, Shakespeare o Txékhov.
Alguns països denunciaren el cop i la dictadura, sobretot els països escandinaus i Països Baixos, però d'altres, com els Estats Units, el Regne Unit i la República Federal Alemanya, defensaren la seva permanència al Consell d'Europa (d'on el règim marxaria pel seu compte abans de la votació que havia de decidir la seva expulsió) i a l'OTAN, de la qual seguiria formant part. Durant la dictadura militar, 87.000 persones foren arrestades sense càrrecs, 10.000 empresonades, 4500 processades en tribunals militars, més de 100 assassinades pel règim. 3500 persones foren internades en els centres de tortura de la policia militar (ESA).
L'oposició a la dictadura fou protagonitzada pels partits d'esquerra com el Partit Comunista de Grècia (ja il·legalitzat abans de la Junta), la Unió Socialista Democràtica de Kàrolos Papúlias, present sobretot a l'exterior entre els exiliats, o el Front Antidictatorial Panhel·lènic (ΠΑΜ) i el Moviment Panhel·lènic d'Alliberament, d'Andreas Papandreou.
La revolta de la Politècnica d'Atenes el 1973, en la repressió de la qual la policia matà 30 estudiants, fou un dels esdeveniments que precipitaren la fi de la dictadura; també l'afectaren els escàndols de corrupció lligats a la indústria hotelera i turística que el règim impulsà amb gran entusiasme; la crisi econòmica a partir del 1971; i finalment la invasió turca de Xipre l'estiu de 1974. La Junta caigué el 24 de juliol de 1974.
El 1975, alguns dels impulsors del cop foren jutjats en els judicis de la junta militar, a la presó de Korydallos. Georgios Papadopoulos, Stylianos Pattakos i Nikolaos Makarezos foren condemnats a mort per alta traïció, però la pena fou commutada per cadena perpètua. Pattakos i Makarezenos foren alliberats per suposats motius de salut el 1990 pel govern de Nova Democràcia, tots ells seguiren reivindicant la dictadura i no mostraren mai cap penediment, igual que Papadopoulos, que morí de càncer en un hospital el 1999.
L'any 1999 el president dels EUA Bill Clinton reconeixia i lamentava el suport que havien donat els Estats Units a la dictadura militar grega.